# Marco Pereira
Marco Pereira, né le 25 septembre 1956 à São Paulo, est un guitariste et compositeur brésilien. Il a étudié avec le maître uruguayen Isaias Sávio.

## Biographie
Marco Pereira a écrit une thèse pour l'université Paris-Sorbonne sur l'œuvre de Heitor Villa-Lobos consacrée à la guitare (Heitor Villa-Lobos, son œuvre pour guitare).
Après son séjour de cinq ans en France (Paris), il est retourné au Brésil en vue de définir son style musical qui mélange habilement tradition rythmique brésilienne, l'exubérance de la guitare classique et la liberté de l'improvisation jazz. Il a grandement influencé la nouvelle génération de guitaristes brésiliens.
Il a créé les cours d'harmonie fonctionnelle et de guitare classique à l'université de Brasilia et actuellement il enseigne l'harmonie à l'université fédérale de Rio de Janeiro.
Il a enregistré avec les artistes les plus importants de la musique populaire brésilienne, comme Gilberto Gil, Edu Lobo, Gal Costa, Wagner Tiso, Daniela Mercury, Zizi Possi, Rildo Hora, Paulinho da Viola, Tom Jobim, Milton Nascimento, Cássia Eller, Zélia Duncan, Fatima Guedes, Nelson Gonçalves et Roberto Carlos, entre autres.

## Discographie
- Cameristico (guitare et orchestre)
- O samba da minha terra
- Original
- Afinidade
- Valsas Brasileiras
- Luz das Cordas
- Violão Popular Brasileiro Contemporaneo
- Circulo das Cordas
- Dança dos Quatro Ventos
- Elegia
- Bons Encontros
- Brasil Musical

## Livres
- Ritmos Brasileiros
- Heitor Villa-Lobos and his work for guitar